# 老挝拟须唇蛇
老挝拟须唇蛇（学名：Parafimbrios lao），一种分布于老挝、越南、泰国及中国云南省的爬行动物，是闪皮蛇科拟须唇蛇属的模式种，模式产地为老挝琅勃拉邦省孟威县。其种加词“lao”意为“老挝的”。

## 保护
本种于2023年被收录入《有重要生态、科学、社会价值的陆生野生动物名录》。